# Футурология
 Тази статия е за изследването на бъдещето.  За художественото направление от 1910-те и 1920-те години вижте Футуризъм.  
Футурологията (на латински: futurum – бъдеще; на гръцки: λόγος – учение) е изследване на вероятни, възможни и предпочитани събития в бъдещето, както и на гледните точки, дори митове, които стоят в основата на подобни очаквания.
Може да бъде част от изкуството (литература, изобразително изкуство), също от философията, науката, в някакъв смисъл е и клон на историята. Изследванията в тази област могат да включват какво е вероятно да ни се случи или да се промени, като това обикновено включва очаквания за необикновеното и дори невероятното. Част от дисциплината търси систематично (и базирано на модели) разбиране на миналото и бъдещето, за да се определи вероятността за бъдещи събития и тенденции.
Футурологията се опитва да даде знание за бъдещето въз основа на познаваните механизми и зависимости. В нея се набляга повече на обществения елемент в смисъл на прогнозиране и евентуално премоделиране на социалното бъдеще; това е екстраполация също на технологическите и икономически тенденции в бъдещ момент.